# Cans-et-Cévennes
Cans-et-Cévennes è un comune francese del dipartimento della Lozère nella regione dell'Occitania.
È stato creato il 1º gennaio 2016 dalla fusione dei preesistenti comuni di Saint-Laurent-de-Trèves e Saint-Julien-d'Arpaon.
Il capoluogo è la località di Saint-Laurent-de-Trèves.